# Пшавели
Пшавели (груз. ფშაველი) — село в Телавском муниципалитете Грузии, располагается в Алазанской долине. По переписи 2014 года в селе проживает 1624 человека. В селе есть клуб, средняя школа, библиотека, торговый центр, винный и консервный заводы, деревообрабатывающий завод.
Расположен на берегу реки Стори (левый приток Алазни). 460 м над уровнем моря, 35 км от Телави, 186 км от Тбилиси. Через село проходит дорога Телави — Омало.
Село богато историческими памятниками: церковь Св. Георгия Харостийского, Кохтский комплекс Девы Марии, церковь имени Св. мученика Евстафия Мцхетели, замок Тали, церковь Иоанна Махароблии, церковь Св. Георгия Зварельского.